# Brštanovo
Brštanovo – wieś w Chorwacji, w żupanii splicko-dalmatyńskiej, w gminie Klis. W 2011 roku liczyła 286 mieszkańców.